# Речницы
Речницы  (лат. Taudactylus) — род бесхвостых земноводных из семейства Австралийских жаб.

## Классификация
На август 2024 года в род включают 6 видов:
- Taudactylus acutirostris (Andersson, 1916) — Остромордая речница
- Taudactylus diurnus Straughan & Lee, 1966 — Молчаливая речница
- Taudactylus eungellensis Liem & Hosmer, 1973 — Металлическая речница
- Taudactylus liemi Ingram, 1980
- Taudactylus pleione Czechura, 1986
- Taudactylus rheophilus Liem & Hosmer, 1973 — Кругломордая речница